# Jaunlutriņu pagasts
Jaunlutriņu pagasts er en territorial enhed i Saldus novads i Letland. Pagasten etableredes i 1820, havde 945 indbyggere i 2010 og omfatter et areal på 116,30 kvadratkilometer. Hovedbyen i pagasten er Jaunlutriņi.

## Kendte indbyggere
- Jukums Vācietis – militærleder